# Konstancin (przystanek kolejowy w województwie wielkopolskim)
Konstancin – zlikwidowany wąskotorowa stacja kolejowa w Brzóstkowie na linii kolejowej Przybysław – Lgów, w powiecie jarocińskim, w województwie wielkopolskim, w Polsce. Przystanek należał do Jarocińskiej Kolei Powiatowej.